# Чернишева
Черни́шева (рос. Чернышева) — присілок у складі Вікуловського району Тюменської області, Росія.
Населення — 62 особи (2010, 70 у 2002).
Національний склад станом на 2002 рік:
- росіяни — 74 %